# محمد حنيف عبد القاهر
محمد حنيف عبد القاهر هو كاتب، وروائي مقيم في المدينة المنورة.

## أعماله ومؤلفاته
كتب محمد حنيف عبد القاهر العديد من المؤلفات، ومنها:
- قبيلة تمور في حوش العنب: صدر عام 2010 عن مؤسسة صوت القلم العربي.[1]
- نسرينا من بلاد الأفغان: صدرت عام 2009 عن دار كتابنا للنشر والتوزيع.[2]
- الأماكن: صدر عام 2010 عن دار كتابنا للنشر والتوزيع.[3]
- الزعفرانة: صدرت عام 2011 عن دار كتابنا للنشر والتوزيع.[4]
- نسرينا في حدائق لندن: صدرت عام 2012 عن دار كتابنا للنشر والتوزيع، وهي الجزء الثاني من رواية نسرينا من بلاد الأفغان.[5]